# James Ireland
James Ireland MHM (* 30. April 1895 in Preston, England; † 12. September 1986 in Formby bei Liverpool, England) war ein römisch-katholischer Ordensgeistlicher und Apostolischer Präfekt der Falklandinseln oder Malwinen.

## Leben
Ireland trat in die Missionsgesellschaft vom hl. Joseph von Mill Hill ein und empfing am 15. Juli 1923 durch den Weihbischof in Westminster, Joseph Butt, die Priesterweihe.
Am 28. März 1952 wurde er zum Apostolischer Präfekten der Falklandinseln oder Malwinen ernannt. Er hatte das Amt bis zum 7. Mai 1973 inne und kehrte danach in sein Heimatland zurück. Er starb am 12. September 1986 im Alter von 91 Jahren im Herbert House, einer Einrichtung der Mill-Hill-Missionare nahe Liverpool.